# 橫貫國家路線
橫貫國家路線（英語：Cross Country Route），又稱越野路線，是英國的一條長距離鐵路路線，由碧仙桃聖殿草地至約克，途經伯明翰新街、打比、錫菲以及列斯。該線上的城際列車服務主要由英國縱貫鐵路公司經營。
該線伯明翰至域菲段、列斯至約克段的最高限速達 200 公里/小時（125 英里/小時），但伯明翰至碧仙桃段由於有許多平交道口，特別是半屏障平交道口，限速為 160 公里/小時（100 英里/小時）、域菲至列斯的部分則因為多處彎道而同樣限速至 160 公里/小時。該線部分區間是電氣化路線。英國鐵路220/221型列車是本線长途客運服務主要使用的列車型號。

## 歷史
本線各路段的建成年份如下：
| 鐵路路段         | 建造公司名稱         | 建成年份 | 備註                                                                                              |
| ---------------- | -------------------- | -------- | ------------------------------------------------------------------------------------------------- |
| 碧仙桃至告羅士打 | 碧仙桃和告羅士打鐵路 | 1844     | 該段落成時使用2,134毫米軌距（布魯內爾軌距），直至1872年，大西部鐵路公司才將該鐵路更換成標準軌距。 |
| 伯明翰至碧仙桃   | 伯明翰和告羅士打鐵路 | 1840     |                                                                                                   |
| 打比至伯明翰     | 伯明翰和打比樞紐鐵路 | 1839     |                                                                                                   |
| 列斯至打比       | 北米德蘭鐵路         | 1840     |                                                                                                   |
| 約克至列斯       | 約克和北米德蘭鐵路   | 1839     |                                                                                                   |

1844年，伯明翰和打比樞紐鐵路、北米德蘭鐵路公司合併為米德蘭鐵路公司。伯明翰和告羅士打鐵路、以及碧仙桃和告羅士打鐵路公司亦於1845年被合併至米德蘭鐵路公司。因此米德蘭鐵路公司成為早期於本線南段經營鐵路業務的主要公司。該公司於1923年與其他公司合組為倫敦、米德蘭和蘇格蘭鐵路公司。
1929年1月8日，一列從碧仙桃開往列斯的特快客運列車在告羅士打郡阿什徹奇（Ashchurch）超越信號燈，與一列正在調車的貨運列車相撞，事故造成四人死亡。
1977 年，英國國會的國有工業特別委員會建議考慮電氣化更多英國鐵路路線。到 1979 年，英國鐵路公司提出了一系列方案，其中包括於 2000 年以前完成本線的電氣化工程。然而，該方案最終沒有實踐。
1990年代，本線上的客運服務主要由InterCity提供。英國鐵路私有化後，該系列車服務於1997年起改由維珍縱貫鐵路公司提供。當時由英國鐵路47型機車牽引的英國鐵路2型客車，以及城際列車125均於2000年代初被英國鐵路220型柴聯車及英國鐵路221型柴油動車組取代。

## 路線
本線途經的主要市鎮由南至北包括：
- 碧仙桃
- 車特咸
- 伯明翰
- 譚沃思
- 特倫特河畔伯頓
- 打比
- 車士打菲特
- 錫菲
- 域菲
- 列斯
- 約克